# Jewgeni Nikolajewitsch Rybakow

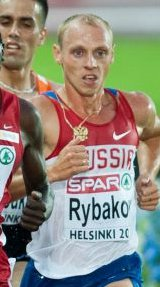
Jewgeni Rybakow bei den Europameisterschaften 2012

Jewgeni Nikolajewitsch Rybakow (russisch Евгений Николаевич Рыбаков, engl. Transkription Yevgeniy Rybakov; * 27. Februar 1985 in Belowo, Russische SFSR, Sowjetunion) ist ein russischer Langstreckenläufer.
2002 in Medulin und 2003 in Edinburgh siegte er beim Juniorenrennen der Crosslauf-Europameisterschaften.
2004 wurde er Russischer Meister im Halbmarathon, kam bei den Halbmarathon-Weltmeisterschaften in Neu-Delhi auf den 25. Platz und gewann Silber beim Juniorenrennen der Crosslauf-Europameisterschaften in Heringsdorf.
2005 siegte er bei den U23-Europameisterschaften in Erfurt über 10.000 Meter und kam bei den Crosslauf-Europameisterschaften in Tilburg auf den 23. Platz.
2007 wurde er erneut Russischer Halbmarathonmeister, belegte bei den Straßenlauf-Weltmeisterschaften in Udine den 46. Platz und holte bei den Crosslauf-Europameisterschaften in Toro Silber im U23-Rennen.
Im Jahr darauf kam er beim Rom-Marathon auf den 16. Platz, wurde Vierter bei den Russischen Halbmarathonmeisterschaften und lief bei den Halbmarathon-Weltmeisterschaften 2008 in Rio de Janeiro auf Rang 30 ein.
2010 schied er bei den Europameisterschaften in Barcelona über 5000 Meter im Vorlauf aus und wurde Elfter bei den Crosslauf-Europameisterschaften in Albufeira.
2011 kam er beim Vienna City Marathon auf den 13. Platz und gewann bei der Universiade in Shenzhen Silber über 5000 Meter.
Bei den Europameisterschaften 2012 in Helsinki holte er Bronze über 10.000 Meter. Über dieselbe Distanz gewann er 2013 bei der Universiade in Kasan Bronze und kam bei den Weltmeisterschaften in Moskau auf den 25. Platz.
Bei den Europameisterschaften 2014 in Zürich wurde er über 10.000 Meter Zehnter.
Sein Zwillingsbruder Anatoli Rybakow ist ebenfalls als Langstreckenläufer erfolgreich.

## Persönliche Bestzeiten
- 5000 m: 13:31,36 min, 13. Juni 2012, Moskau
  - Halle: 13:44,70 min,	19. Februar 2014, Moskau
- 10.000 m: 28:02,79 min, 9. Juli 2014, Jerino
- Halbmarathon: 1:03:04 h, 8. September 2007, Nowosibirsk
- Marathon: 2:14:30 h, 17. April 2011,	Wien